# Cimarron City
Cimarron City é uma cidade  localizada no estado norte-americano de Oklahoma, no Condado de Logan.

## Demografia
Segundo o censo norte-americano de 2000, a sua população era de 110 habitantes.
Em 2006, foi estimada uma população de 120, um aumento de 10 (9.1%).

## Geografia
De acordo com o United States Census Bureau tem uma área de
4,4 km², dos quais 4,1 km² cobertos por terra e 0,3 km² cobertos por água.

## Localidades na vizinhança
O diagrama seguinte representa as localidades num raio de 28 km ao redor de Cimarron City.